# Djordje Svetlicic
Djordje Svetlicic (Servisch: Ђорђе Светличић) (Belgrado, 5 januari 1974) is een Servische voormalig voetballer die bij voorkeur als verdediger speelde.
Djordje Svetlicic begon zijn voetbalcarrière bij de jeugd van FK Craficar. Daar werd hij opgemerkt door Partizan Belgrado, een van de topclubs in Servië. Ook bij Partizan presteerde hij goed, waardoor hij op 20 augustus 1997 zelfs zijn opwachting mocht maken voor de nationale ploeg van het toenmalige Joegoslavië. Svetlicic kreeg een hele tweede helft speelgelegenheid tegen Rusland en zag hoe zijn ploegmaat Slavisa Jokanovic na 86 minuten het enige doelpunt maakte. Een half jaar later, op 24 februari 1998 tegen Argentinië, speelde hij zijn tweede en voorlopig laatste interland voor Joegoslavië. Hij viel na 57 minuten in, maar verloor kansloos met 4-1 in Buenos Aires.
In 1999 verhuisde Djordje naar het Belgische Germinal Beerschot. Daar ontpopte hij zich, als rechtsachter, opnieuw tot een van de sterkhouders, verbleef er vier seizoenen en maakte er 1 doelpunt in 91 wedstrijden.
Na zijn passage bij Germinal Beerschot ging Djordje Svetlicic in 2003 aan de slag bij Cercle Brugge, alvorens in 2006 een contract voor drie seizoenen te ondertekenen bij KAA Gent, nu als centrale verdediger. In mei 2008 werd bekendgemaakt dat Djordje Svetlicic opnieuw naar Germinal Beerschot werd getransfereerd. Hij ondertekende er een contract voor twee seizoenen.

## Spelerstatistieken
| seizoen | club               | land        | competitie         | wed. | goals |
| ------- | ------------------ | ----------- | ------------------ | ---- | ----- |
| 1993/94 | Partizan Belgrado  | Joegoslavië | Meridian Superliga | 6    | 0     |
| 1994/95 | Partizan Belgrado  | Joegoslavië | Meridian Superliga | 5    | 0     |
| 1995/96 | Partizan Belgrado  | Joegoslavië | Meridian Superliga | 25   | 0     |
| 1996/97 | Partizan Belgrado  | Joegoslavië | Meridian Superliga | 26   | 1     |
| 1997/98 | Partizan Belgrado  | Joegoslavië | Meridian Superliga | 27   | 2     |
| 1998/99 | Partizan Belgrado  | Joegoslavië | Meridian Superliga | 10   | 0     |
| 1999/00 | Germinal Beerschot | België      | Jupiler League     | 18   | 0     |
| 2000/01 | Germinal Beerschot | België      | Jupiler League     | 19   | 1     |
| 2001/02 | Germinal Beerschot | België      | Jupiler League     | 26   | 0     |
| 2002/03 | Germinal Beerschot | België      | Jupiler League     | 26   | 0     |
| 2003/04 | Cercle Brugge      | België      | Jupiler League     | 26   | 0     |
| 2004/05 | Cercle Brugge      | België      | Jupiler League     | 30   | 0     |
| 2005/06 | Cercle Brugge      | België      | Jupiler League     | 20   | 0     |
| 2006/07 | KAA Gent           | België      | Jupiler League     | 31   | 1     |
| 2007/08 | KAA Gent           | België      | Jupiler League     | 18   | 0     |
| 2008/09 | Germinal Beerschot | België      | Jupiler League     | 9    | 1     |